# Richard Fisk
Richard Fisk es un personaje ficticio, un criminal que aparece en los cómics estadounidenses publicados por Marvel Comics. El personaje aparece por primera vez en The Amazing Spider-Man # 83 (abril de 1970) y fue creado por Stan Lee y John Romita, Sr. Es el hijo de Kingpin, Vanessa Fisk y el hermano adoptivo de  Echo. Aunque originalmente fue retratado en un villano, más tarde se convirtió en el antihéroe.
Una versión más joven del personaje apareció en la película animada de 2018, Spider-Man: Un nuevo universo.

## Historia de publicación
El personaje de Richard Fisk aparece por primera vez como El Intrigante en The Amazing Spider-Man #83 (abril de 1970), y fue creado por Stan Lee y John Romita, Sr. Apareció por primera vez como La Rosa en The Amazing Spider-Man #253 (junio de 1984), pero no fue revelado como La Rosa hasta The Amazing Spider-Man #286 (marzo de 1987).

## Biografía del personaje ficticio
Richard Fisk creció como un niño privilegiado, creyendo que su padre Wilson Fisk era un hombre de negocios respetable y honorable. Wilson era a veces abusivo con Richard, pero Richard todavía lo amaba. En un momento él y su amigo de la infancia, Samuel Silke vieron a Wilson maltratar a alguien. Fue cuando él estaba asistiendo a una universidad prestigiosa en Suiza que descubrió que su padre era, en realidad, el Kingpin, Rey del Crimen. Consciente de que los lujos de su juventud fueron financiados por un imperio criminal, Richard estaba angustiado y se comprometió a hacer expiación por los crímenes de su padre. Cuando sus padres recibieron la noticia de que Richard había muerto en un accidente de esquí, ellos sospecharon que en realidad era un suicidio después de que Richard supo la verdad de la identidad de su padre. Afligido y furioso de que su hijo podría haber actuado sin carácter, Kingpin se hundió en una racha de depresión.

### Intrigante
No mucho tiempo después, una nueva banda surgió en Nueva York, dirigida por una figura misteriosa que se hace llamar el Intrigante. A diferencia de la mayoría de las bandas en Nueva York, la organización de El Intrigante parecía inclinada únicamente a desmantelar el imperio de Kingpin. Después de una serie de enfrentamientos, Kingpin y El Intrigante finalmente se encontraron cara a cara. Fue entonces que El Intrigante reveló que su rostro era una máscara de verdad, y que su verdadero rostro era el de Richard Fisk. Richard explicó que había fingido su muerte en los Alpes y estaba devolviendo el golpe a su padre usando su propio dinero. Este golpe final fue demasiado para Kingpin de llevar, y se dejó caer en catatonia. Esto finalmente hizo que Richard se diera cuenta de lo mucho que había herido a su padre, y se lanzó a encontrar una manera de curar su estado de coma. Richard se unió al grupo terrorista internacional HYDRA, convirtiéndose en líder del fragmento de Nevada de HYDRA y, finalmente, llegando al rango de Hydra Supremo. Ahora, con los amplios recursos médicos de HYDRA a su disposición, Richard pudo regresar a su padre a la plena salud. Kingpin, aparentemente demostró que había vuelto a la normalidad en la clandestinidad asumiendo como mandatario de HYDRA. Sin embargo, pronto se reveló que el verdadero líder de HYDRA era el supervillano nazi el Cráneo Rojo, y los Fisk tuvieron que formar un equipo con el Capitán América y el Halcón para detener al dictador loco. Richard fue gravemente herido en la batalla final, y Kingpin tenía a su hijo colocado en animación suspendida, finalmente curándolo desviando alguna fuerza vital de Spider-Man. Después de esto, padre e hijo parecían estar reconciliados.

### Rosa
Varios años más tarde, Richard se unió a la organización de su padre, llamándose a sí mismo Rosa, un señor del crimen bajo el control de Kingpin. Sin embargo, todo esto era una artimaña para socavar el imperio de Kingpin desde adentro. Ayudando a Richard en este esquema estaba su buen amigo Alfredo Morelli y Ned Leeds, al que le lavaron el cerebro para que actúe como el supervillano Hobgoblin. Sin embargo, el subterfugio de La Rosa dio lugar a una explosiva guerra de bandas que desgarró la ciudad de Nueva York. Durante un tiroteo Richard disparó y mató a un oficial de policía, un acto que se convirtió en un punto de inflexión para él - ya no podía considerarse a sí mismo moralmente superior a su padre. Después de la muerte de Leeds y el final de la guerra de bandas, Richard se resignó a su derecho de nacimiento y se reunió con la organización de Kingpin como él mismo. Sin embargo, el deseo de derrocar a su padre una vez más apareció, y Richard y Alfredo conspiraron para hacer que el Kingpin pensara que Richard estaba listo para heredar la posición de su padre. Alfredo tuvo una cirugía plástica para parecer igual que Richard (ya que él tenía más experiencia de combate), y poco a poco empezó a subir la escalera del poder. Sin embargo, cuando Kingpin fue derrocado por las fuerzas combinadas de Daredevil y HYDRA, Alfredo traicionó a su viejo amigo al sostener que él era verdaderamente Richard, y asumió el control como el nuevo Kingpin. Richard se convirtió entonces en la Rosa Sanguinaria, un vigilante como el Castigador, y comenzó a matar a tiros a los criminales en una sangrienta purga de la ciudad. La Rosa Sanguinaria incluso disparó e hirió a Alfredo, que más tarde regresó con el alias de Guantelete, aunque fue derrotado finalmente por Vigilante Nocturno y encarcelado. Finalmente capturado por Spider-Man y detenido, Richard entró en el Programa de Protección de Testigos.

### Nueva Vida
Años más tarde, Wilson Fisk, una vez más recuperó el manto del Kingpin, y Richard volvió a surgir a la vida pública y se reunió a la organización de Kingpin, una vez más prometiendo no volver a intentar derrocar a su padre. Sin embargo, tras reunirse con su amigo de la infancia, el ambicioso ejecutor Silke, Richard pensó que al fin había encontrado la manera perfecta para que su padre pague por sus crímenes. El intento de asesinato de Silke casi tuvo éxito, apuñalando e hiriendo gravemente a Kingpin (ya cegado de un intento anterior contra su vida). Sin embargo, Richard no contó con la tenacidad de su madre, Vanessa. Vanessa hizo rápidamente un sorprendente contraataque, eliminando la rebelión y vendiendo el territorio de su esposo para que él pudiera viajar a Europa y recuperarse. Richard la acorraló, insistiendo en que al deshacerse del Kingpin ellos podrían ser libres para tener una nueva vida, pero Vanessa con frialdad mató a su hijo de un tiro, eliminándolo como una amenaza de una vez por todas.
Richard fue resucitado más tarde por su padre, asumiendo una vez más la personalidad de Rosa.
Durante la historia de "Devil's Reign", Rosa ayudó a su padre a detener a los superhéroes después de que el alcalde Fisk los prohibiera. Después de visitar la estación de policía donde Ben Reilly como Spider-Man estalló, el miembro de Beyond Corporation, Marcus Momplaiser, fue emboscado por Rosa. Rosa se enfrenta a dos agentes de Thunderbolts que afirman que Spider-Man se escapó. Después de ahuyentar a los agentes de los Thunderbolts, Rosa recurre al Plan B y se prepara para torturar a su Marcus. Rosa no ha podido obtener ninguna información útil de Marcus y aún le será útil. Al convertirse en Spider-Man, Ben Reilly encuentra a los agentes de los Thunderbolts arrestando a alguien disfrazado de Spider-Man. Spider-Man derrota a los agentes de Thunderbolts y descubre que Marcus estaba vestido como Spider-Man mientras le aconseja a Spider-Man que se escape. En ese momento, Rosa aparece con la misma arma de S.H.I.E.L.D. que algunos agentes de Thunderbolts usaron con él y ataca a Spider-Man, donde revela que pinchó el disfraz de Spider-Man de Marcus con electrodos que usa para electrocutarlos. Antes de que Rosa pueda terminar con Spider-Man, Marcus usa uno de los palos eléctricos de los agentes Thunderbolts que lo ayuda a noquear a Rosa. Los agentes de los Thunderbolts traen a la policía de Nueva York a alguien disfrazado de Spider-Man. Está desenmascarado para ser una Rosa amordazada con las palabras "Aquí está Johnny" en la cinta que cubre su boca.

## Poderes y habilidades
Richard Fisk no tiene poderes sobrehumanos, sin embargo él está entrenado en el uso de armas de fuego y tiene algo de entrenamiento en artes marciales. Él es altamente inteligente y también tiene una serie de contactos criminales. Como La Rosa viste un traje que es a prueba de balas. Siempre lleva una pistola y con frecuencia lleva a una gran variedad de mini-granadas.

## Otras versiones
Otra versión de Richard Fisk apareció en el arco de la primera historia de Punisher MAX llamado "Kingpin". Aquí, él es representado como un niño de ocho años en lugar de un adulto joven, y su muerte es causada por la toma de posesión de la mafia por parte de su padre. Durante su enfrentamiento final con Fisk, el jefe de la mafia Rigoletto toma a Richard como rehén y lo amenaza con matarlo, pero Fisk, que no muestra preocupación por el destino de su hijo, se queda de brazos cruzados mientras Rigoletto le corta la garganta. Fisk luego reflexiona que siempre pensó que estaba tratando de avanzar en su carrera criminal por el bien de su hijo, mientras que en realidad era solo para él. El destino de Richard hace que Vanessa Fisk planee la caída de su marido separado.

## En otros medios

### Televisión
- Richard Fisk aparece en Spider-Man: la serie animada con la voz de Nick Jameson. En esta continuidad, Richard es leal a su padre y dirige una compañía pantalla llamada Fisktronics. En el episodio de dos partes de Inculpado y El hombre sin miedo, Richard inculpa a Peter Parker de vender secretos del gobierno con la ayuda del Camaleón. Spider-Man se alía con Daredevil en un intento por limpiar su nombre. Capturan a Richard Fisk que es arrestado. En la corte, él junto con Camaleón y la Agente Federal pícara Susan Choi son encontrados culpables y enviados a prisión por sus crímenes. Así, Peter fue exonerado de todos los cargos. En "Culpable", Richard se alía con Lápida (quien fue encarcelado en la misma prisión dos episodios después que Richard) y acepta culpar a Joseph Robbie Robertson. Ellos lo secuestraron, le pusieron un arma en la mano mientras estaba inconsciente y fue enviado a juicio por un crimen que no tenía intención de cometer. Él originalmente iba a ir a la Penitenciaría del Estado de Nueva York, pero con la ayuda del padre de Richard, Robbie fue reasignado a la Isla Ryker, donde Richard y Lápida permanecían encarcelados y estarían allí durante los próximos quince años. Pero Spider-Man al parecer descubrió acerca del plan de Richard y Lápida e irrumpió en la Isla Ryker para salvar a Robbie. Y justo cuando Richard y Lápida despegaban con su valioso compañero de celda en un helicóptero, Spider-Man accidentalmente hace que el helicóptero se estrelle, pero no antes de salvar a Robbie (y al piloto) y hace que Richard y Lápida caigan de regreso a la isla Ryker irónicamente. Richard hizo su última aparición en el show en el final de la temporada 4, El Merodeador, apareciendo en un flashback cuando fue salvado por Hobie Brown, de perder la vida por bolsas de pólvora de otro criminal encarcelado. Richard le dijo a su padre de la noticia consiguió que Hobie saliera de la cárcel. Después de que la serie había terminado, el productor John Semper explicó que si la serie continuase con una sexta temporada habría habido una historia donde Richard inculparía a Ned Leeds.

### Película
- Richard Fisk aparece brevemente en Spider-Man: Un nuevo universo. Esta versión creció sin saber el comportamiento criminal de Wilson Fisk. Cuando él y Vanessa Fisk presencian a Wilson luchando contra Spider-Man, huyen aterrorizados. Vanessa y Richard son vistos mientras conducen cuando son golpeados por un camión que se aproxima y, presumiblemente, son asesinados. Esto motiva a Wilson a crear un acelerador de partículas para encontrar versiones alternativas de su familia en otros universos.